# Władimir Dzugutow
Władimir Majramowicz Dzugutow (ros. Владимир Майрамович Дзугутов, ur. 9 stycznia 1962, zm. 20 maja 2011) – radziecki zapaśnik walczący w stylu wolnym. Zajął czwarte miejsce na mistrzostwach świata w 1985. Brązowy medalista mistrzostw Europy w 1983. Pierwszy w Pucharze Świata w 1984. Mistrz świata młodzieży w 1983 i Europy w 1982 i 1984. Wicemistrz ZSRR w 1984 i 1985; trzeci w 1987 roku.